# Pyrus fauriei
Pyrus fauriei är en rosväxtart som beskrevs av C. K. Schneider. Pyrus fauriei ingår i släktet päronsläktet, och familjen rosväxter. Inga underarter finns listade i Catalogue of Life.